# Ashutosh Mehta
Ashutosh Mehta (Mumbai, 21 febbraio 1991) è un calciatore indiano, difensore dello Jamshedpur.

## Carriera

### Club
Ha iniziato la propria carriera da calciatore nelle file del Mumbai. Nel 2014 ha giocato in prestito nelle file del Pune City. Rientrato al Mumbai nel gennaio 2015, nell'estate 2015 è passato al Mumbai City, per poi tornare in prestito al Mumbai nel gennaio successivo. Rientrato al Mumbai City, vi ha militato fino al gennaio 2017, per poi trasferirsi in prestito all'Aizawl. Nel luglio 2017 si è trasferito a titolo definitivo all'ATK. Il 26 settembre 2018 è passato al Pune City, tornando così nel club dopo l'esperienza in prestito nel 2014. Il 10 giugno 2019 è stato annunciato il suo trasferimento al Mohun Bagan. Il 6 ottobre 2020 si è trasferito a titolo definitivo al NorthEast Utd. Il 6 luglio 2021 è stato ingaggiato dall'ATK Mohun Bagan. Ha militato nel club fino al termine della stagione. Il 27 luglio 2024 è stato ingaggiato dal Jamshedpur.

### Nazionale
Il 2 marzo 2021 è stato inserito nella lista dei convocati della Nazionale indiana in vista delle amichevoli contro Oman ed Emirati Arabi Uniti. Ha debuttato con la selezione indiana il 25 marzo 2021, nell'amichevole Oman-India (1-1). 

## Controversie
Il 21 settembre 2022 ha ricevuto una squalifica di 2 anni dalla NADA in seguito alla positività alla morfina nel test antidoping eseguito l'8 febbraio 2022.

## Statistiche

### Cronologia presenze e reti in nazionale
| Cronologia completa delle presenze e delle reti in nazionale ― India | Cronologia completa delle presenze e delle reti in nazionale ― India | Cronologia completa delle presenze e delle reti in nazionale ― India | Cronologia completa delle presenze e delle reti in nazionale ― India | Cronologia completa delle presenze e delle reti in nazionale ― India | Cronologia completa delle presenze e delle reti in nazionale ― India | Cronologia completa delle presenze e delle reti in nazionale ― India | Cronologia completa delle presenze e delle reti in nazionale ― India |
| Data                                                                 | Città                                                                | In casa                                                              | Risultato                                                            | Ospiti                                                               | Competizione                                                         | Reti                                                                 | Note                                                                 |
| -------------------------------------------------------------------- | -------------------------------------------------------------------- | -------------------------------------------------------------------- | -------------------------------------------------------------------- | -------------------------------------------------------------------- | -------------------------------------------------------------------- | -------------------------------------------------------------------- | -------------------------------------------------------------------- |
| 25-3-2021                                                            | Dubai                                                                | India                                                                | 1 – 1                                                                | Oman                                                                 | Amichevole                                                           | -                                                                    |                                                                      |
| Totale                                                               |                                                                      | Presenze                                                             | 1                                                                    |                                                                      | Reti                                                                 | 0                                                                    |                                                                      |

## Palmarès

### Club

#### Competizioni nazionali
- I-League: 2

Aizawl: 2016-2017
Mohun Bagan: 2019-2020